# IBM Scalable POWERparallel
Scalable POWERparallel или RS/6000 SP или SP суперкомпьютерная массово-параллельная платформа с распределенной памятью компании IBM. Система построена на узлах, представляющих собой сервера RS/6000, и кластерном программном обеспечении под названием PSSP, большей частью написанном на языке Perl. Для связи между узлами системы разработана технология High Performance Switch.

## История
IBM Scalable POWERparallel была представлена в 1993 году под названием SP1 году как суперкомпьютерное решение для научных и технических расчётов. В первых вариантах система комплектовалась из узлов, представлявших собой сервер RS/6000 Model 370. Первым покупателем SP1 в сентябре 1993 года стала Аргоннская национальная лаборатория, приобретшая систему из 128 узлов. К концу года было продано уже 72 системы.
В 1994 году на рынке была представлена система SP2, в которой использовались узлы нового типа и более быстрое сетевое соединение между ними под названием Trailblazer. К концу 1994 года было продано 352 системы SP2, а к концу 1995 года — 1023.
В 1996 году SP2 была переименована в просто SP, и группа разработчиков перешла в отделение RS/6000, а SP стал продаваться как система верхнего сегмента линейки серверов RS/6000. В том же году узлы стали оснащаться несколькими процессорами и стали SMP-мультипроцессорами. К концу 1997 года было продано 3770 систем RS/6000 SP по всему миру.
RS/6000 SP из 30 узлов работал как главный веб-сервер Летних Олимпийских игр 1996 года в Атланте, а также Зимних Олимпийских игр 1998 года в Нагано.
В 2001 году после ребрендинга линия суперкомпьютеров была продолжена под названием eServer p690.

## Среда программирования
Так как первые версии IBM Scalable POWERparallel были чисто массово-параллельными машинами с распределённой памятью (DM-MIMD), единственной возможной моделью программирования была message passing. IBM написала свою версию программного пакета PVM (Parallel Virtual Machine) под названием PVMe специально для RS/6000 SP. Также имелась проприетарная библиотека Message Passing Library (MPL), которая использовалась до появления спецификации MPI, реализация которой потом была интегрирована в IBM Parallel Environment for AIX, Version 2 Release 1.

## Узлы
Узлы в суперкомпьютере RS/6000 SP были трёх вариантов. Вариант Thin занимал половину ряда в стойке. Вариант Wide занимал целый ряд в стойке. Вариант High занимал два ряда в стойке. В стандартной стойке Tall помещались либо 16 узлов Thin, либо 8 узлов Wide, либо 4 узла High. Причём узлы в стойке можно было комбинировать в разных вариантах. Система поддерживала конфигурации до 128 узлов. Впрочем, по специальному заказу её можно было нарастить до 512 и даже до 1024 узлов.

### На основе POWER1
| Модель | Кол-во процессоров | Процессор | Частота процессора (МГц) | Кэш | Объём памяти | Дата выпуска | Дата снятия с производства |
| ------ | ------------------ | --------- | ------------------------ | --- | ------------ | ------------ | -------------------------- |
| SP1    | 1                  | POWER1++  | 62,5                     | нет | 64—256 МБ    | 1993-02-02   | 1994-12-16                 |

### На основе POWER2
| Модель | Кол-во процессоров | Процессор | Частота процессора (МГц) | Кэш | Объём памяти | Дата выпуска | Дата снятия с производства |
| ------ | ------------------ | --------- | ------------------------ | --- | ------------ | ------------ | -------------------------- |
| Thin 1 | 1                  | POWER2    | 66                       | ?   | 64—512 МБ    | 1995-08-22   | 1996-12-20                 |
| Thin 2 | 1                  | POWER2    | 66                       | ?   | ?            | 1995-08-22   | 1997-06-27                 |
| Wide 1 | 1                  | POWER2    | 66                       | ?   | 64 МБ — 2 ГБ | 1995-08-22   | 1996-12-20                 |
| Wide 2 | 1                  | POWER2    | 77                       | ?   | ?            | 1995-08-22   | 1997-06-27                 |

### На основе PowerPC 604
| Модель   | Кол-во процессоров | Процессор    | Частота процессора (МГц) | Кэш | Объём памяти  | Дата выпуска | Дата снятия с производства |
| -------- | ------------------ | ------------ | ------------------------ | --- | ------------- | ------------ | -------------------------- |
| High 1   | 2, 4, 6, 8         | PowerPC 604  | 112                      | ?   | ?             | 1996-07-23   | 1998-01-08                 |
| High 2   | 2, 4, 6, 8         | PowerPC 604e | 200                      | ?   | ?             | 1997-08-26   | 1998-04-21                 |
| 332 Thin | 2, 4               | PowerPC 604e | 332                      | ?   | 256 МБ — 3 ГБ | 1998-04-21   | 2000-12-29                 |
| 332 Wide | 2, 4               | PowerPC 604e | 332                      | ?   | ?             | 1998-04-21   | 2000-12-29                 |

На основе узлов с процессором PowerPC 604e в конце 1998 года был создан один из мощнейших суперкомпьютеров того времени ASCI Blue Pacific.

### На основе P2SC
| Модель    | Кол-во процессоров | Процессор | Частота процессора (МГц) | Кэш                         | Объём памяти | Дата выпуска | Дата снятия с производства |
| --------- | ------------------ | --------- | ------------------------ | --------------------------- | ------------ | ------------ | -------------------------- |
| 160 Thin  | 1                  | P2SC      | 160                      | L1: 32 КБ / 128 КБ; L2: нет | 64 МБ — 1 ГБ | 1997-10-06   | 1998-04-21                 |
| Thin P2SC | 1                  | P2SC      | 120                      | ?                           | ?            | 1996-10-08   | 1998-04-21                 |
| Wide P2SC | 1                  | P2SC      | 135                      | ?                           | ?            | 1996-10-08   | 1998-04-21                 |

RS/6000 SP на основе процессоров P2SC в двух стойках использовался как основа шахматного суперкомпьютера Deep Blue, победившего в матче из шести партий действующего Чемпиона мира по шахматам Гарри Каспарова в мае 1997 года.

### На основе POWER3
| Модель      | Кол.-во процессоров | Процессор | Частота процессора (МГц) | Кэш | Объём памяти | Дата выпуска | Дата снятия с производства |
| ----------- | ------------------- | --------- | ------------------------ | --- | ------------ | ------------ | -------------------------- |
| POWER3 High | 2, 4, 6, 8          | POWER3    | 222                      | ?   | ?            | 1999-09-13   | 2000-12-29                 |
| POWER3 High | 2, 4, 6, 8          | POWER3-II | 375                      | ?   | ?            | 2000-07-18   | 2002-12-27                 |
| POWER3 Thin | 1, 2                | POWER3    | 200                      | ?   | ?            | 1999-09-01   | 2000-06-30                 |
| POWER3 Thin | 1, 2                | POWER3-II | 375                      | ?   | ?            | 2000-02-07   | 2003-04-08                 |
| POWER3 Thin | 1, 2                | POWER3-II | 450                      | ?   | ?            | 2002-01-22   | 2003-04-08                 |
| POWER3 Wide | 1, 2                | POWER3    | 200                      | ?   | ?            | 1999-02-01   | 2000-06-30                 |
| POWER3 Wide | 2, 4                | POWER3-II | 375                      | ?   | ?            | 2000-02-07   | 2003-04-08                 |
| POWER3 Wide | 2, 4                | POWER3-II | 450                      | ?   | ?            | 2002-01-22   | 2003-04-08                 |